# Podklanče
Podklanče (nemško Podlanig) je naselje občine Šmohor - Preseško jezero v okraju Šmohor na Koroškem v Avstriji.